# Nyklassiska skolan
Nyklassiska skolan, neoklassiska straffrättsskolan eller nyklassicismen är inom kriminologi en straffrättsideologi från slutet på 1900-talet, som fortsätter och bygger vidare på den klassiska skolans traditioner, inom den ideologiska ramen för högerrealismen. Genom kopplingen till den klassiska skolan förblir Jeremy Benthams och Cesare Beccarias utilitarism och rationalism ett relevant socialfilosofisk perspektiv i politiskt avseende, gällande användningen av polisen, övervakning, domstolar, fängelser och straff som avskräckning.

## Idéhistoria

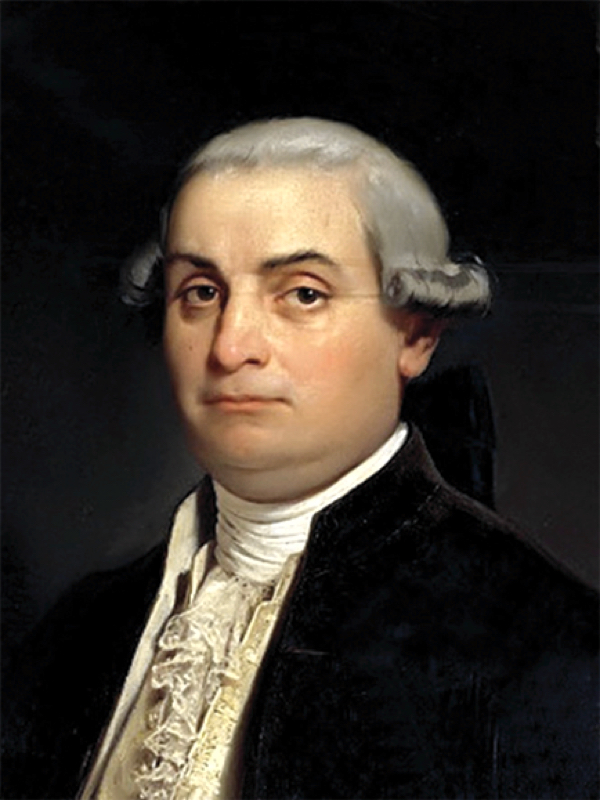
Cesare Beccaria.

Nyklassicismen har sitt ideologiska ursprung i den klassiska skolans tankar, i mycket formulerade av Cesare Beccaria och som under anonymitet presenterades i skiften Dei delitti e delle pene (1764). I skriften kritiserade Beccaria, enligt hans synsätt, med stöd av upplysningsfilosofins idéer och principer, de godtyckliga straffrättssystemet som fanns under 1700-talet. Inspiration till denna kritik hämtade Beccaria från Voltaire och hans skrift Sur la tolérance (1763), vilken proklamerade behovet av ett humant rättssystem.
Beccaria menade att den despotiska staten utövade orättfärdig makt mot sina medborgare: avskräckning uppfattades som straffets enda ändamål och omfånget för statens och härskarens straffrätt ansågs var oinskränkt. Det fanns inte någon proportionalitet mellan brottets allvarlighet och straffets grymhet, och många av strafflagarnas bestämmelser innebar de strängaste och mest barbariska straffbestämmelser, där dödsstraff var påföljden för flera brott. Kritiken tar sin utgångspunkt i läran om samhällskontraktet som innebar att härskaren fick sin makt av folket. När väl kontraktet var upprättat innebar det enligt Beccaria att samhällets medlemmar inte var utlämnade till tyrannens våld och nåd; varje medborgare hade rätt till en rättvis bestraffning. Lagen kunde endast stiftas av en erkänd lagstiftare, representerad genom folket i det samhälle kontraktet är upprättat. Lagarna skulle tillämpas efter dess bokstav för att förhindra godtycke i rättsprocessen, att samma brott straffas olika.

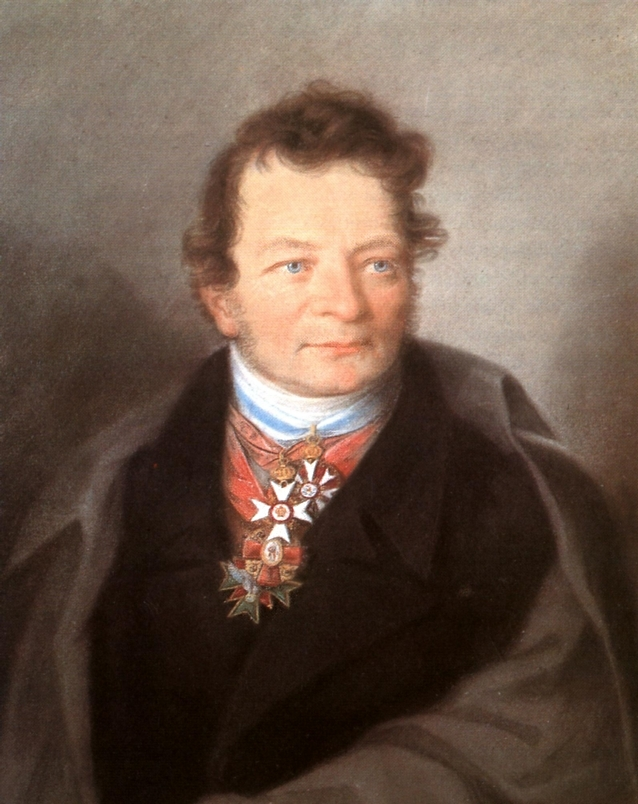
Anselm von Feuerbach

Proportionaliteten mellan brott och straff, var enligt Beccaria, central för förebyggandet av brott, och hans mening var att ifall proportionaliteten saknades – att skillnaden mellan att exempelvis misshandla, våldta eller mörda en annan människa – medför det att människan lika gärna kan välja att begå det grövre av brotten; brottslingen är rationell och väljer gärning med konsekvensen i åtanke.
Enligt rättshistorikern Christian Häthén kan i Beccarias skrift spåras de första grunderna för legalitetsprincipen, proportionalitetsprincipen och ekvivalensprincipen; idéer som senare under 1800-talet kom att utvecklas till den klassiska straffrättsideologiska skolan, av de tyska juristerna Carl Mittermaier och Anselm von Feuerbach.

## Grundläggande principer
Nyklassicismen är principstyrd och har flera ideologiska beröringspunkter till den klassiska skolan när det gäller straffmätningsprinciper såsom proportionalitetsprincipen som är central. I och med denna princip sätter den nyklassiska skolan gärningen utförd av den kriminelle i centrum för bedömning och mätning i rättssystemet – en skillnad mot behandlingstanken som fokuserar på gärningsmannen och omständigheterna i bedömningen av påföljd. Det straff som utdöms ska vara allmänpreventivt och verka norm- och moralbildande och avskräckande från kriminalitet. Det allmänpreventiva perspektivet är centralt för motiveringen kring straffmätningens principer omgärdade de kriminaliserade beteendena: olika kriminella handlingar beroende på allvarlighet och klandervärde resulterar i differentierade straff. Det förutsätter enligt juristen Nils Jareborg en intim relation mellan straffet och allmänpreventionen för att straffsystemet skall fungera.

## Ideologiska utgångspunkter
När brott och recidivism uppfattas som ett problem är de första reaktionerna från maktens sida att stärka samhällets försvarsstrukturer (exempelvis polis), införa hårdare straff och öka kontrollen av dem som avviker från normen i samhället eller som är villkorligt frigivna. Från maktens sida syns en korrelation i valet mellan å ena sidan brottslingens beräkning av brottet och den kalkylerade risken att åka fast och straffets omfattning å den andra. Syftet med straffsystemet är att avskräcka eller att skapa ett säkrare samhälle så långt det är möjligt – om avskräckning inte fungerar – genom inkapacitering av kriminella. Argumenten bygger ända sedan de första teoretikerna på moral och social nytta, men det var inte förrän relativt nyligen som empirisk forskning om straffets funktion som avskräckande faktor börjat studeras.

### Social kontrollteori
På 1800-talet formulerade den franske sociologen Émile Durkheim sina tankar om brottslighetens orsaker i teorin om anomi. Det grundläggande teoretiska och ideologiska tankegodset i teorin om anomi utgör grunden i modern kontrollteori. Bland annat Travis Hirschis forskning om sociala band och självkontroll bygger på en teori att det är när det etablerade samhällets normer, värderingar och mål upplöses uppstår kriminella associationer. De sociala kontrollteorierna har gemensamt idén att socialisationsprocessen och social inlärning bygger självkontroll hos individen, vilket i sin tur minskar benägenheten att ägna sig åt beteenden som kan anses avvikande eller är antisociala.  Hirschis teori är funktionalistisk i sin syn på brott och menar att det finns tre typer av kontrollmekanismer:
1. Direkt kontroll: Den direkta kontrollen verkställs dels genom hot om straffaktion mot avvikande/felande beteende, dels genom belöning av föräldrar, släkt och myndigheter om de sociala normerna följs.
2. Indirekt kontroll: Den indirekta kontrollen verkställs genom risken för skam och besvikelse hos individen själv eller hos dess omgivning på grund av individens handlingar.
3. Intern kontroll: Den interna kontrollen verkställs genom personens samvete och skuldkänslor, som hindrar honom eller henne från att delta i brottsliga aktiviteter.

### Driftteori
David Matzas Driftteori från 1964 presenterades aldrig som en social kontrollteori men förutsatte att individen hade fri vilja. Kriminella ungdomar var varken tvingade eller förbundna till ett kriminellt beteende, lagöverträdelserna berodde helt enkelt på att de var mindre mottagliga för mer konventionella värderingar. Således var ungdomens beteende resultatet av en glidning (drift) mellan ett kriminellt och konformt beteende, mellan vilka individen relativt fritt kunde välja. Matza kunde inte se några särskilda hinder som stoppade ungdomar från att närma sig kriminalitet, men de ungdomar som gled framställdes ha lite investerat i konforma värden och därmed ägare av större frihet som möjliggör valet att närma sig en brottslig bana.

### Rational choiceteori
I den klassiska straffrättsskolans idévärld framträdde den rationella brottslingen, presenterad av Beccaria som en individ som bedömer en gärnings värde i relation till konsekvenserna av gärningen. Inom nyklassicismen är synen densamma och den rationella individen fattar sina beslut utifrån en bedömning och kalkyl av relationen mellan de fördelar brottet innebär respektive de svårigheter och risker som omgärdar den kriminella handlingen. Antagandena om den rationella brottslingen har givits ett stort genomslag inom den situationella brottspreventionen, som genom att försvåra brottstillfällena avser begränsa brottslighetens omfattning.